# 国鉄チキ7000形貨車
国鉄チキ7000形貨車（こくてつチキ7000がたかしゃ）は、日本国有鉄道（国鉄）が1975年（昭和50年）に製作した貨車（長物車）である。

## 概要
長物車の新製は戦後間もなくチキ2600形が製作されたが、それ以降は一部を除いて新製はなく、余剰車からの改造で製作されており、1970年代になってもチサ100形・チキ1500形・チキ3000形・チキ4000形などの戦前・戦時製の長物車が未だに使われており、長物車の近代化は他の貨車に比べて遅れており、老朽化・陳腐化が否めなかった。これらを置き換え、長物車の近代化を図るため、29年ぶりに新製されたのが本形式である。
本形式は昭和49年度3次債務車両として日本車輌製造・三菱重工業で150両（チキ7000 - チキ7149）が製作されたが、国鉄の財政悪化に伴い、単年度で製作が打ち切られた。その後の増備は1977年（昭和52年）にコキ5500形の余剰車を改造したチキ6000形に移行した。

## 構造
1962年（昭和37年）製のチキ2700形で導入された、車体長13,900mmの大型車体を採用し、荷重は35tである。床面は転動防止と汎用性を考慮して木製とし、防腐剤による処理がなされている。ブレーキ装置と台車は同時期に製作されたトキ25000形最終増備車（オトキ29400〜 オトキ29499）に準じ、台車はスリーピース改良型のTR213B-1形、ブレーキにはARSD方式積空ブレーキとし、ブレーキシリンダゴム製ダイヤフラムを採用した両側ブレーキである。
自重は16.0tで、換算両数は積車4.0、空車1.6である。

## 運用の変遷、現況
本形式は国鉄が財政難の時期に製作された車両であるため、本格的に量産されるには至らなかった。落成後は汎用長物車として全国各地で使用されたが、国鉄末期になると長物車を使った貨物列車は次第に機動性に優れたトラック輸送に置き換えられ、長物車にも余剰車が発生し、本形式も例外でなく大部分が余剰廃車となった。
1987年（昭和62年）4月の国鉄分割民営化に際しては、北海道旅客鉄道（JR北海道）に1両、東日本旅客鉄道（JR東日本）に2両、西日本旅客鉄道（JR西日本）に13両、九州旅客鉄道（JR九州）に5両、日本貨物鉄道（JR貨物）に24両の合計45両が継承された。
旅客鉄道会社に所属する車両は事業用（レール輸送）に使われており、2021年4月1日時点ではJR西日本に12両在籍している。JR東日本所属車両は2010年（平成22年）時点では2両が在籍していたが、東日本大震災で被災したため、2011年（平成23年）3月12日付で廃車となっている。

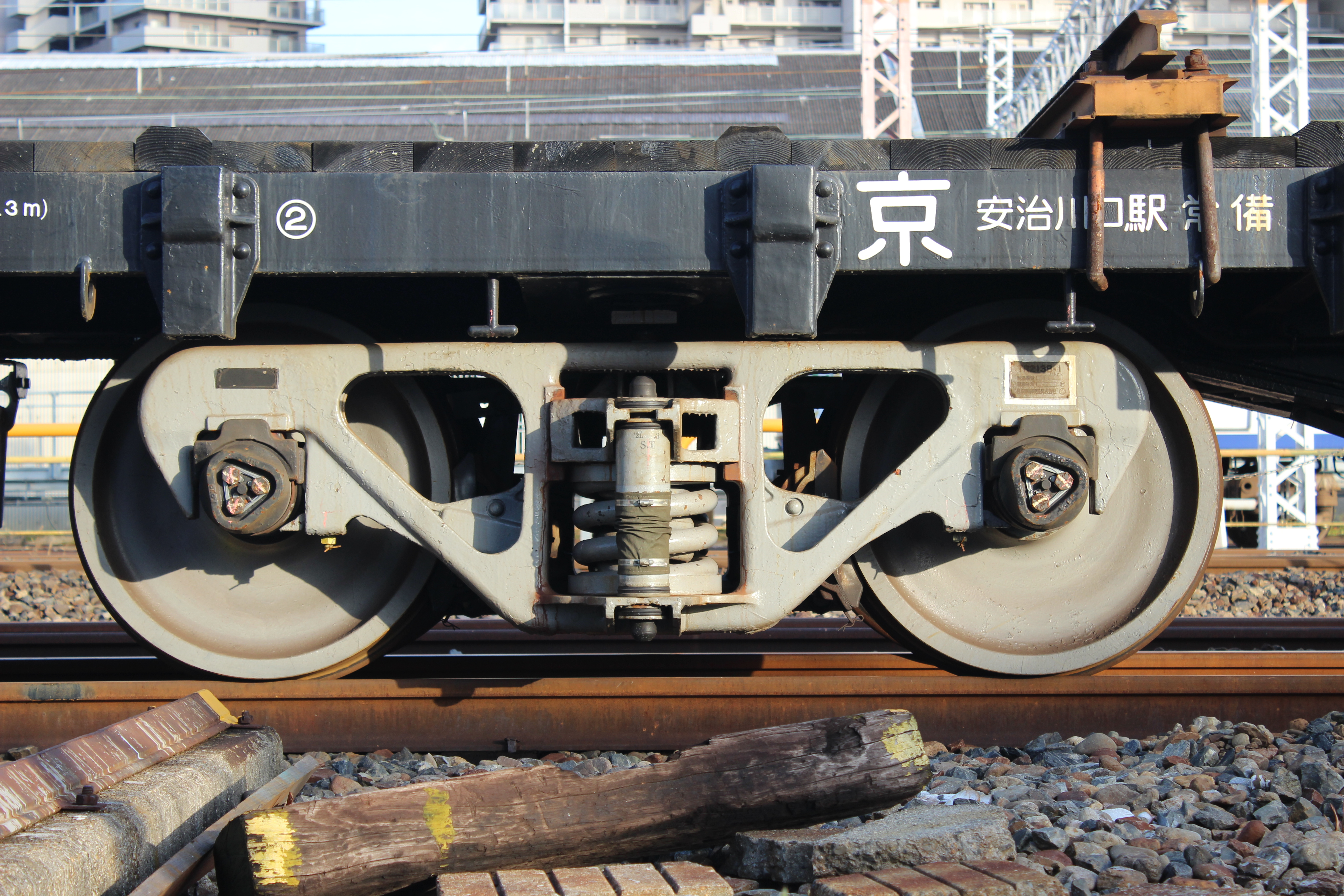
チキ7004の台車（グレー）

JR貨物に所属する車両は、チキ6000形とともに陸上自衛隊の機材輸送列車用として運用され、2010年（平成22年）4月時点で10両が在籍している。